# Chronka kukająca
Chronka kukająca (Thamnophilus divisorius) – gatunek małego ptaka z rodziny chronkowatych (Thamnophilidae). Endemit pogranicza Brazylii i Peru. Nie jest zagrożony.
TaksonomiaGatunek ten opisali naukowo Bret M. Whitney, David C. Oren i Robb T. Brumfield w 2004 roku na łamach czasopisma „The Auk”. Holotyp, dorosły samiec, został odłowiony 10 lipca 1996 roku w Morro Queimado w gminie Mâncio Lima w skrajnie zachodniej Brazylii, na wysokości około 500 m n.p.m. Chronka kukająca jest blisko spokrewniona z chronką wenezuelską (Thamnophilus insignis) i chronką amazońską (Thamnophilus amazonicus) . Nie wyróżnia się podgatunków.
MorfologiaDługość ciała około 16 cm; masa ciała 21–23 g. Występuje dymorfizm płciowy w upierzeniu. Samiec jest czarniawo-szary z ciemniejszą głową. Głowa i wierzch ciała samicy są niebieskawoszare, gardło ochrowe, a spód ciała opisywany jest jako ochrowy bądź brązowawopomarańczowy.
WystępowanieJego naturalnym środowiskiem są niezbyt wysokie lasy w Parku Narodowym Serra do Divisor (w Brazylii) i w sąsiednim Parku Narodowym Sierra del Divisor (w Peru).
StatusMiędzynarodowa Unia Ochrony Przyrody (IUCN) uznaje chronkę kukającą za gatunek najmniejszej troski (LC – least concern) nieprzerwanie od 2007 roku. Liczebność populacji nie została oszacowana, ale ptak ten uznawany jest za pospolitego mimo ograniczonego zasięgu występowania. Ze względu na brak dowodów na spadki liczebności bądź istotne zagrożenia dla gatunku BirdLife International uznaje trend liczebności populacji za stabilny.